# Медистерпёльсе

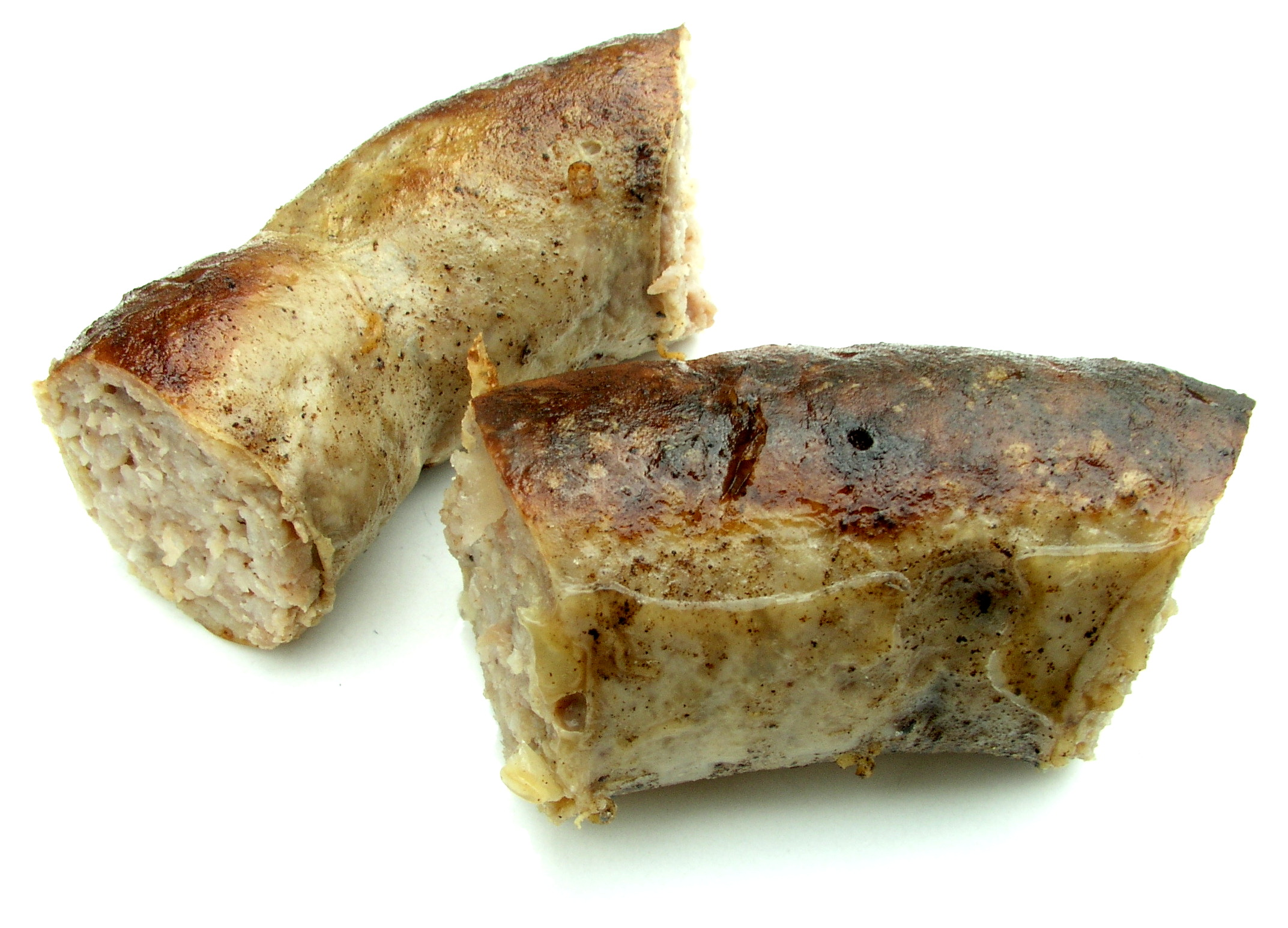
Кусочки жареной колбасы медистерпёльсе

Медистерпёльсе (дат. medisterpølse) или медистер (medister) — датская толстая пряная колбаса, сделанная из свиного фарша, набитого в оболочку из свиных кишок.
Название происходит от met (свинина) и ister (нутряное сало). Впервые медистерпёльсе упоминается в шведской книге по домашнему хозяйству в начале XVI века. С тех пор рецепт колбасы несколько изменился, например: вместо рубленого вручную мяса сейчас используется измельчённый с помощью кухонной техники фарш, что придаёт колбасе другую текстуру.
Колбаса производится в виде одного большого куска, её режут на части и отваривают или обжаривают перед подачей на стол. Из специй в фарш обычно добавляют чеснок, соль, душистый перец и чёрный перец.